# Garrey
Garrey est une commune française située dans le département des Landes en région Nouvelle-Aquitaine.
Ses habitants sont appelés les Garreyois.

## Géographie

### Localisation
Commune située dans la Chalosse.

### Communes limitrophes
Les communes limitrophes sont  Clermont, Ozourt, Poyartin et Sort-en-Chalosse.
| Sort-en-Chalosse |          | Poyartin |
|                  | Garrey   | Ozourt   |
|                  | Clermont |          |

### Climat
Pour des articles plus généraux, voir Climat de la Nouvelle-Aquitaine et Climat des Landes.
Historiquement, la commune est exposée à un climat océanique aquitain.
En 2020, Météo-France publie une typologie des climats de la France métropolitaine dans laquelle la commune est exposée à un climat océanique et est dans une zone de transition entre les régions climatiques « Littoral charentais et aquitain » et « Aquitaine, Gascogne »0.
Pour la période 1971-2000, la température annuelle moyenne est de 13,6 °C, avec une amplitude thermique annuelle de 14,3 °C. Le cumul annuel moyen de précipitations est de 1 223 mm, avec 12,3 jours de précipitations en janvier et 7,8 jours en juillet. Pour la période 1991-2020, la température moyenne annuelle observée sur la station météorologique la plus proche, située sur la commune de Dax à 13 km à vol d'oiseau, est de 14,5 °C et le cumul annuel moyen de précipitations est de 1 155,2 mm,. Pour l'avenir, les paramètres climatiques de la commune estimés pour 2050 selon différents scénarios d’émission de gaz à effet de serre sont consultables sur un site dédié publié par Météo-France en novembre 2022.

## Urbanisme

### Typologie
Au 1er janvier 2024, Garrey est catégorisée commune rurale à habitat dispersé, selon la nouvelle grille communale de densité à sept niveaux définie par l'Insee en 2022.
Elle est située hors unité urbaine. Par ailleurs la commune fait partie de l'aire d'attraction de Dax, dont elle est une commune de la couronne,. Cette aire, qui regroupe 60 communes, est catégorisée dans les aires de 50 000 à moins de 200 000 habitants,.

### Occupation des sols

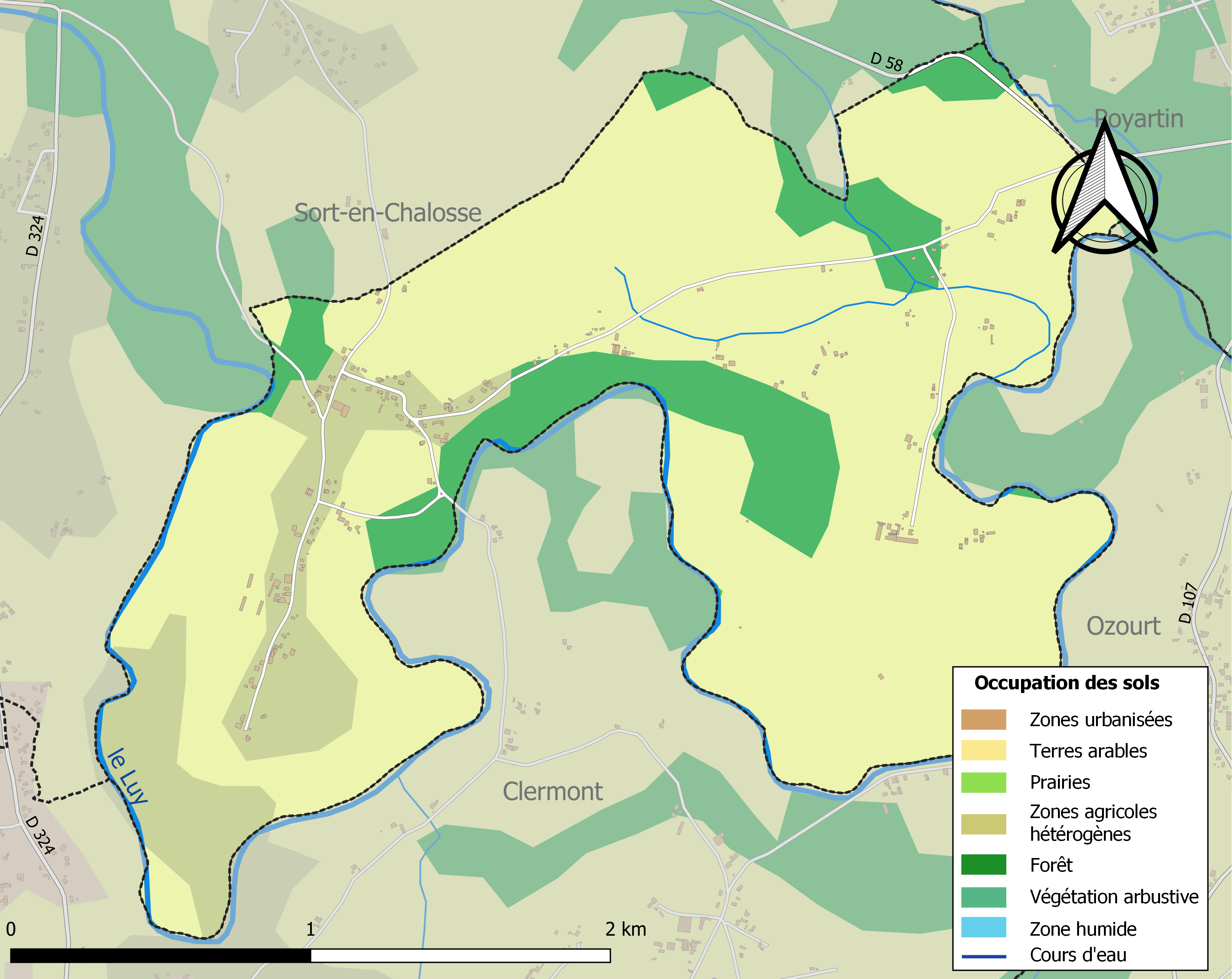
Carte des infrastructures et de l'occupation des sols de la commune en 2018 (CLC).

L'occupation des sols de la commune, telle qu'elle ressort de la base de données européenne d’occupation biophysique des sols Corine Land Cover (CLC), est marquée par l'importance des territoires agricoles (88,2 % en 2018), une proportion identique à celle de 1990 (88,2 %). La répartition détaillée en 2018 est la suivante : 
terres arables (75,1 %), zones agricoles hétérogènes (13 %), forêts (11,8 %). L'évolution de l’occupation des sols de la commune et de ses infrastructures peut être observée sur les différentes représentations cartographiques du territoire : la carte de Cassini (XVIIIe siècle), la carte d'état-major (1820-1866) et les cartes ou photos aériennes de l'IGN pour la période actuelle (1950 à aujourd'hui).

### Risques majeurs
Le territoire de la commune de Garrey est vulnérable à différents aléas naturels : météorologiques (tempête, orage, neige, grand froid, canicule ou sécheresse), inondations, mouvements de terrains et séisme (sismicité faible). Un site publié par le BRGM permet d'évaluer simplement et rapidement les risques d'un bien localisé soit par son adresse soit par le numéro de sa parcelle.
Certaines parties du territoire communal sont susceptibles d’être affectées par le risque d’inondation par débordement de cours d'eau, notamment le Luy. La commune a été reconnue en état de catastrophe naturelle au titre des dommages causés par les inondations et coulées de boue survenues en 1999 et 2009,.
Les mouvements de terrains susceptibles de se produire sur la commune sont des tassements différentiels.

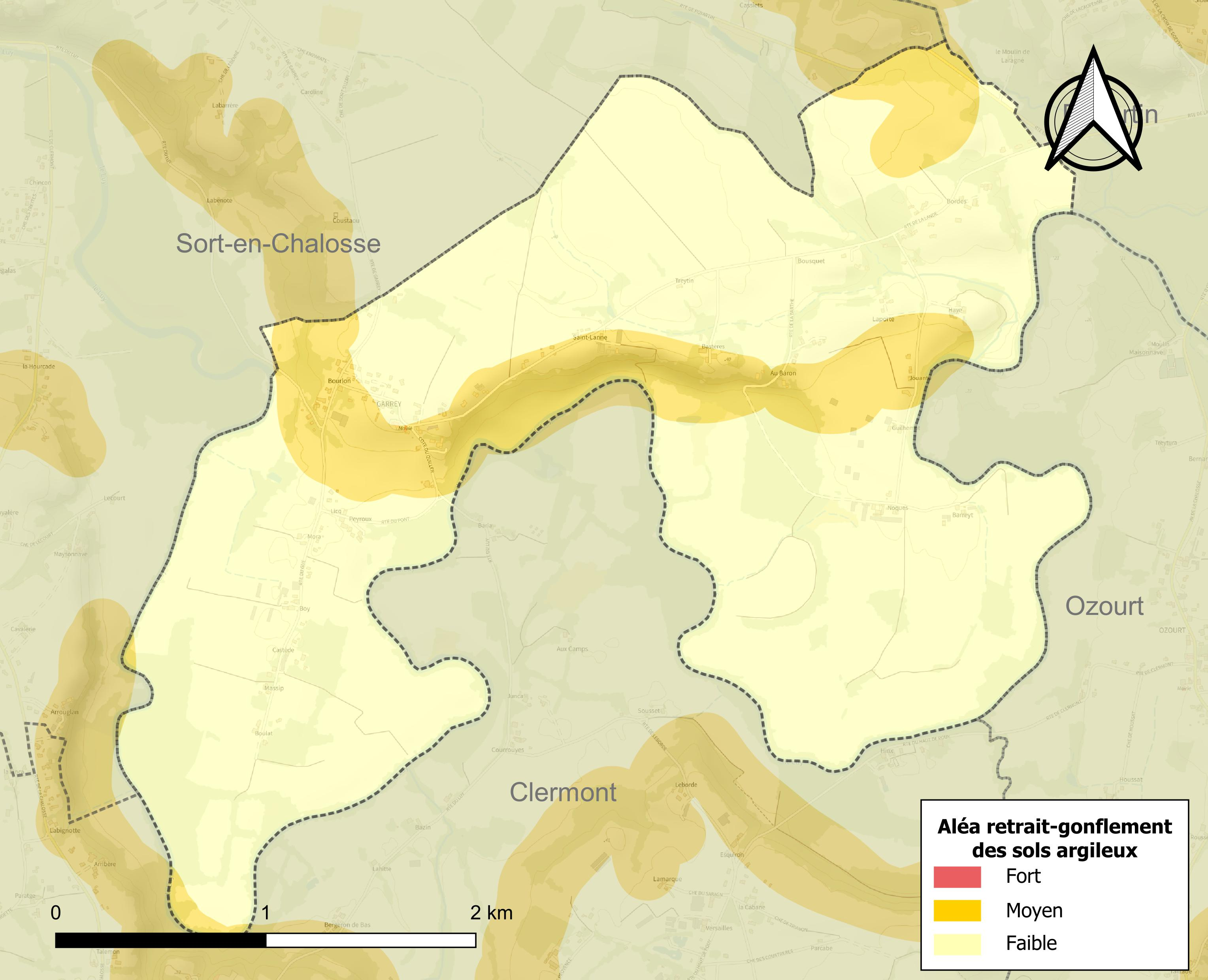
Carte des zones d'aléa retrait-gonflement des sols argileux de Garrey.

Le retrait-gonflement des sols argileux est susceptible d'engendrer des dommages importants aux bâtiments en cas d’alternance de périodes de sécheresse et de pluie. 17,3 % de la superficie communale est en aléa moyen ou fort (19,2 % au niveau départemental et 48,5 % au niveau national). Sur les 86 bâtiments dénombrés sur la commune en 2019, 29 sont en aléa moyen ou fort, soit 34 %, à comparer aux 17 % au niveau départemental et 54 % au niveau national. Une cartographie de l'exposition du territoire national au retrait gonflement des sols argileux est disponible sur le site du BRGM,.
Concernant les mouvements de terrains, la commune a été reconnue en état de catastrophe naturelle au titre des dommages causés par des mouvements de terrain en 1999.

## Toponymie
La prononciation est [ga'rrej]. Les formes anciennes sont Sanctus Vincentius de Garrei en latin, aux XIe – XIIe siècles, Garey (carte de 1638)
Plutôt qu’à la racine garr-, “roc”, proposée par J.B.Orpustan, le nom semble lié à une racine très ancienne garr- qui se trouve dans beaucoup de mots gascons et qui désignent des essences végétales diverses : garravèr, garravòt, garravostar, garraisha, garralh, garralha, garric, garrigar, garrigat.... Le sens serait, sans certitude, de “taillis, coupe, fourré, buisson, terre défrichée” et le nom d’origine aquitanique.
Pour avoir des éléments de toponymie sur 18 lieux-dits de Garrey, voir https://gasconha.com/locs/spip.php?page=locs-liste&id_gis=2655

## Histoire
Estévenot de Talauresse, dit Estévenot de Vignoles car il hérita de cette maison par sa mère Catherine, sœur de La Hire, est aussi appelé « La Hire le jeune » et a guerroyé sous les ordres du Valet de Cœur, Étienne de Vignoles.
« Neveu et héritier de La Hire », le « seigneur de Saumont (Saint-Jean-de-Lier) », fit son testament en 1479 et décéda peu après âgé d’un peu plus de 50 ans, d'après Jacques de Cauna - Cadets de Gascogne, tome III, p11.
Estévenot (le petit Estève, ou petit Étienne) fut sénéchal de Carcassonne de 1469 à 1479.
La caverie de Talauresse, dans la paroisse de Garrey, consistant en la maison du Baron, est encore citée en 1756 dans l'hommage de Jean-Hélie Ducamp, conseiller du roi, lieutenant particulier au siège de Tartas, et propriétaire de la caverie:

## Politique et administration
| Période                                  | Période  | Identité             | Étiquette | Qualité                      |
| ---------------------------------------- | -------- | -------------------- | --------- | ---------------------------- |
| Les données manquantes sont à compléter. |          |                      |           |                              |
| 1983                                     | 2001     | Jean-Claude Setino   |           | Retraité                     |
| mars 2001                                | 2020     | Marie-Jeanne Lauilhe | DVG       | Secrétaire dans l'automobile |
| 2020                                     | En cours | Chantal Omiciuolo    |           |                              |

## Démographie
| 1793 | 1800 | 1806 | 1821 | 1831 | 1836 | 1841 | 1846 | 1851 |
| ---- | ---- | ---- | ---- | ---- | ---- | ---- | ---- | ---- |
| 181  | 189  | 219  | 241  | 227  | 215  | 228  | 224  | 234  |

| 1856 | 1861 | 1866 | 1872 | 1876 | 1881 | 1886 | 1891 | 1896 |
| ---- | ---- | ---- | ---- | ---- | ---- | ---- | ---- | ---- |
| 247  | 295  | 306  | 303  | 290  | 284  | 289  | 271  | 253  |

| 1901 | 1906 | 1911 | 1921 | 1926 | 1931 | 1936 | 1946 | 1954 |
| ---- | ---- | ---- | ---- | ---- | ---- | ---- | ---- | ---- |
| 248  | 247  | 250  | 226  | 227  | 221  | 219  | 191  | 164  |

| 1962 | 1968 | 1975 | 1982 | 1990 | 1999 | 2006 | 2007 | 2012 |
| ---- | ---- | ---- | ---- | ---- | ---- | ---- | ---- | ---- |
| 174  | 172  | 156  | 161  | 189  | 181  | 181  | 181  | 184  |

| 2017 | 2022 | - | - | - | - | - | - | - |
| ---- | ---- | - | - | - | - | - | - | - |
| 205  | 215  | - | - | - | - | - | - | - |

## Culture locale et patrimoine

### Lieux et monuments
- Église Notre-Dame de Garrey